# 小龟山站
小龟山站位于中华人民共和国湖北省武汉市武昌区，是武汉地铁2号线的地铁车站，規劃時稱“体育南路站”，后根据市民意见修改。。

## 车站结构

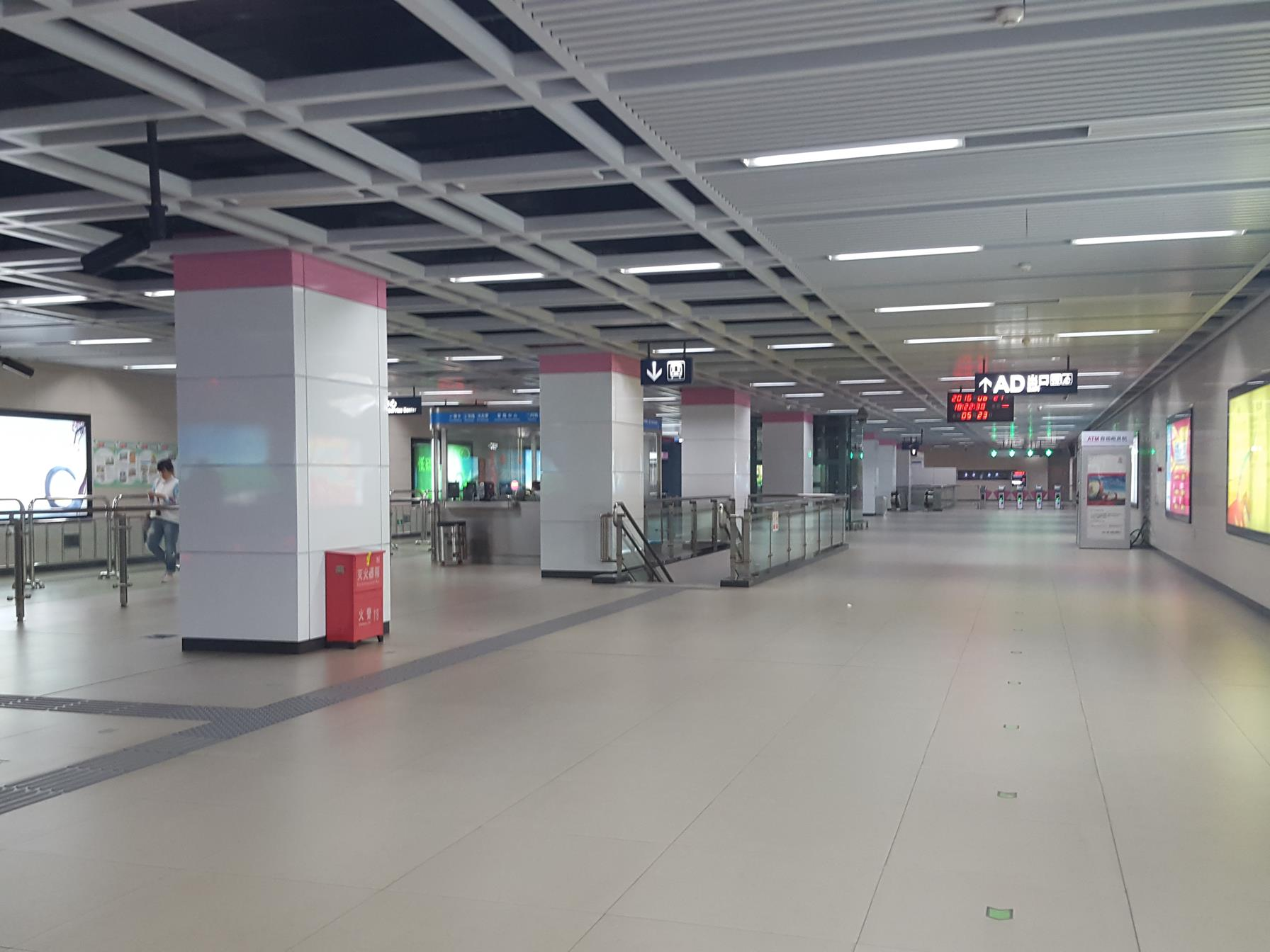
站廳層

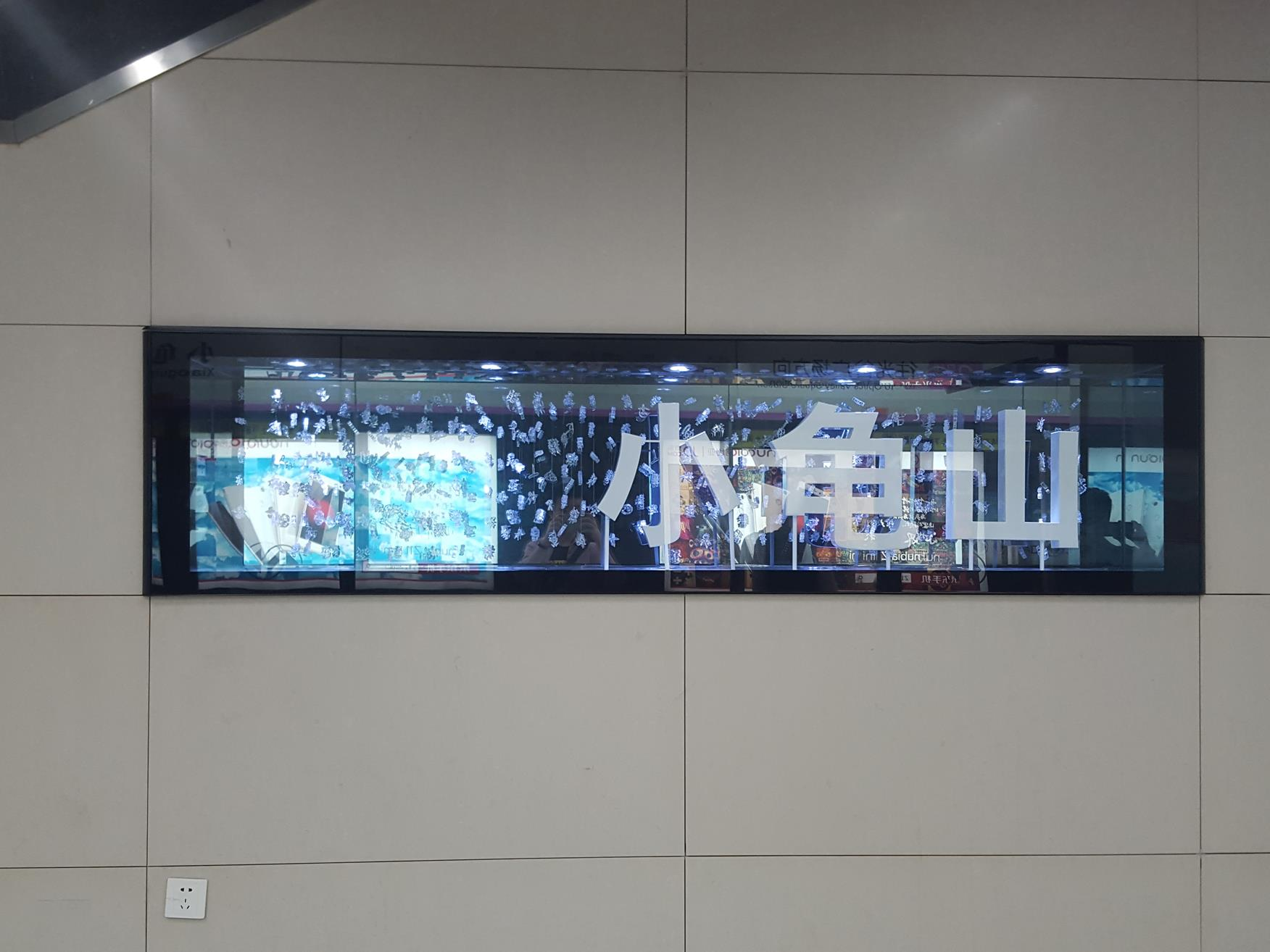
立體站名

位于体育南路与紫沙路十字路口下，延体育南路东西向布置。
车站2008年5月完成招标，2008年7月开工。
车站为地下两层标准岛式站台车站。车站外包长度189.9m，标准段外包宽度为18.7m，采用明挖法施工。

### 楼层分布
| 地面     | 地面               | 出入口                               |  |  |
| 地下一层 | 站厅               | 售票机、客服中心、武漢通充值、洗手間 |  |  |
| 地下二层 |                    | █ 2号线 往天河机场（螃蟹岬）         |  |  |
|          | 岛式站台，左侧开门 |                                      |  |  |
|          |                    | █ 2号线 往佛祖岭（洪山广场）         |  |  |

### 車站出口
|                                                 |      |      |                                                                   |
| 出口編號                                        | 設施 | 照片 | 建議前往的目的地                                                  |
| A                                               |      |      | 星海路 百花居小區、東龍世紀花園                                   |
| B                                               |      |      | 星海路 陶瓷村、武鐵匯文小區                                       |
| C                                               |      |      | 星海路 湖北省體育局、星海虹城                                     |
| D                                               |      |      | 星海路 湖北省廣電局、湖北電視台、湖北省圖書館、湖北省高級人民法院 |
| 注： 設有升降機 \| 設有輪椅升降台 \| 設有洗手間 |      |      |                                                                   |

## 邻近地點
湖北电视大楼，湖北省广电局

### 内部链接
- 武汉地铁车站列表